# Gomphrena perennis
Gomphrena perennis és una planta que pertany al gènere Gomphrena de la família de les Amarantàcies. Popularment és coneguda als països de Sud-amèrica on viu (Argentina, Bolívia, Brasil, Paraguai i Uruguai) com: "flor de papel" o "siempre viva del campo".

## Descripció
És una planta perenne, amb una alçada que pot arribar als 12 dm d'altura, amb l'arrel llenyosa semienterrada: el xilopodio, amb gemmes rebrotadores. Tiges engrossides, cilíndriques, estriades i pubescents. Fulles llanceolades, oposades, amb un petit pecíol, amb pubescència en el revés. Inflorescències senzilles, globoses, amb flors petites, de color magenta, i unes bractees membranoses persistents de color porpra, vermell, blanc, rosa, lila que destaquen per sobre de les flors com en altres espècies del gènere Gomphrena. El fruit és un utrícle de 5 mm de diàmetre.
Vegeta entre primavera, estiu i principis de tardor. En molts llocs d'agricultura sense destorb (sembra directa es presenta com una mala herba més. Les seves plantes invasores durant el cultiu d'estiu, presenten fortes tiges llenyoses amb una altura mitjana de d'1m, interferint en la collita. Tolera bé la calor i l'estrès hídric.

## Ús medicinal
Fitoquímicament s'ha reportat la presència de 20-hidroxiecdisona, protoalcaloides betaína i colina. Farmacològicament s'han estudiat les seves propietats anticanceroses, activitat citotóxica i antimicrobiana, així com un efecte inhibitori moderat de l'extracte metanòlic i la seva fracció butànolica sobre l'activitat de la 5-lipoxigenasa.
Tradicionalment, la flor de siempreviva s'ha emprat per les seves propietats medicinals per a la hipertensió, així com el reumatisme, malalties del ronyó, afeccions de la pell, entre d'altres.

## Noms científics antics
- Gomphrena perennis genuïna
- Gomphrena perennis nitida
- Gomphrena silenoides
- Gomphrena suffruticosa
- Gomphrena villosa
- Xeraea perennis
- Xeraea villosa